# Staudinger-reactie
De staudinger-reactie is de chemische reactie van een azide tot een amine door reactie met trifenylfosfine. De reactie werd door Hermann Staudinger en zijn assistent J. Meyer gevonden aan de ETH in Zürich, Zwitserland, in 1919. Staudinger won in 1953 de Nobelprijs voor de Scheikunde, overigens niet voor de ontdekking van deze reactie.

## Reactiemechanisme
De eerste stap van de reactie is het reageren van het azide met trifenylfosfine. Hierbij ontstaat in eerste instantie een fosfazide, dat verder reageert tot een fosfazeen en distikstof via een cyclisch intermediair. Dit fosfazeen wordt door hydrolyse omgezet tot een amine en trifenylfosfineoxide.
Hoewel de reductie van een azide in principe ook katalytisch uitgevoerd kan worden, is de staudinger-reactie een zeer mild en onder neutrale omstandigheden uit te voeren alternatief.